# Thamsanqa Jantjie

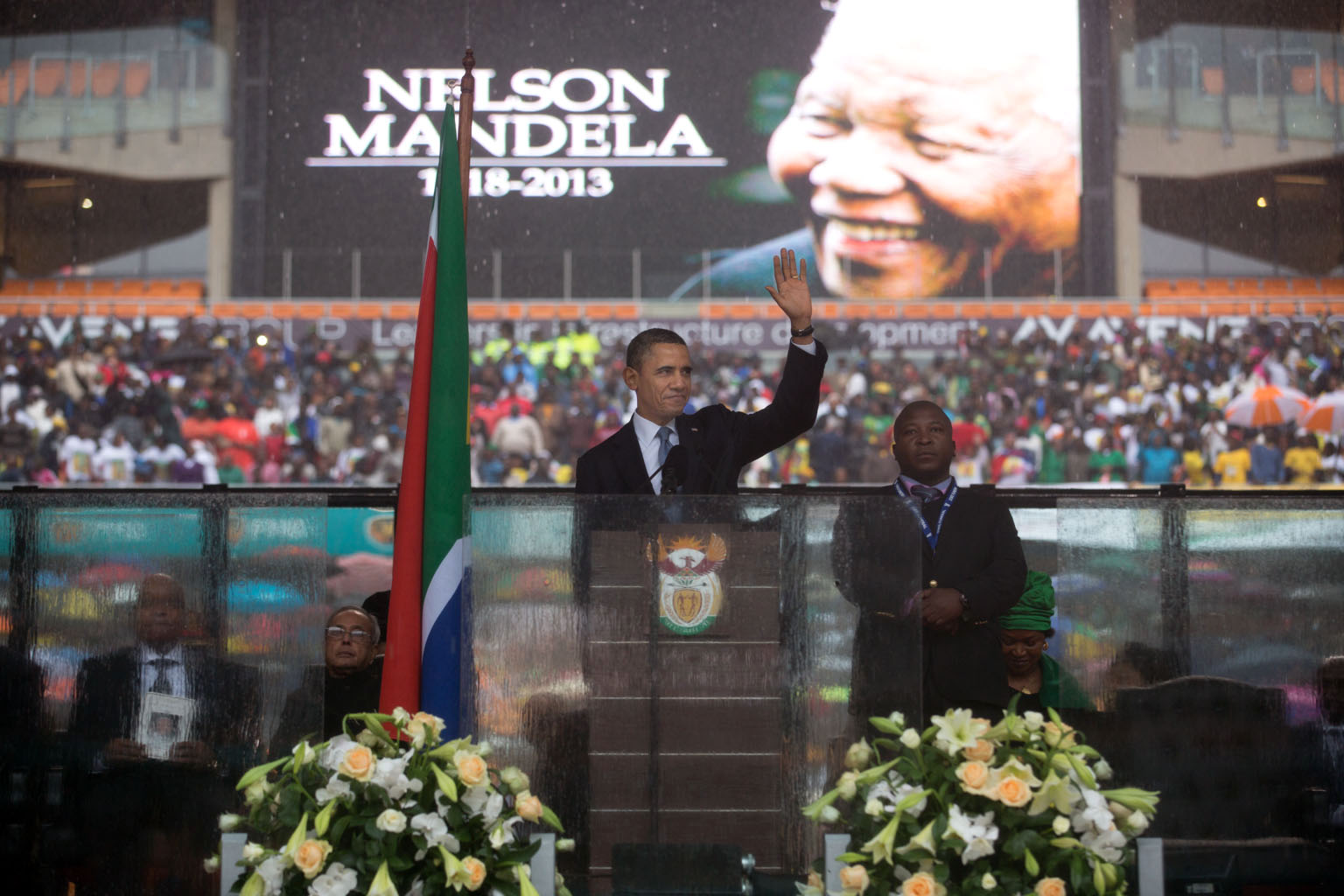
Thamsanqa Jantjie (rechts), hier mit US-Präsident Barack Obama bei der Trauerfeier für Nelson Mandela, 2013

Thamsanqa „Thami“ Jantjie (auch Dyantyi, * ca. 1979) ist ein südafrikanischer Dolmetscher, der auch als vorgeblicher Gebärdensprachdolmetscher agierte und dabei als Betrüger verdächtigt wurde.
Er wurde im Dezember 2013 weltweit bekannt, als er bei der offiziellen Gedenkfeier für den verstorbenen Ex-Präsidenten Nelson Mandela als angeblicher Gebärdensprachdolmetscher auftrat. Jantjie hatte rund vier Stunden unmittelbar neben den sich abwechselnden prominenten Trauerrednern gestanden und „in Gebärdensprache gedolmetscht“, ohne dass die von ihm dabei gemachten Gesten tatsächlich wie vorgesehen eine gebärdensprachliche Übersetzung des Gesagten darstellten.

## Leben vor seiner Bekanntheit
Nach Presseberichten wuchs er in der Stadt Bloemfontein auf, wo er die Grundschule besuchte, die er 1997 ohne Abschluss verließ.
Jantjie arbeitete bis 2011 als Gerichtsdolmetscher am Amtsgericht der Stadt Boksburg, jedoch nicht für Gebärdensprache. Seine Muttersprache ist Xhosa. Die Arbeit für das Gericht endete, als er sich wegen einer psychischen Erkrankung für einen unbekannten Zeitraum stationär behandeln ließ.
Zuletzt war er bei der Übersetzungsfirma South African Interpreters angestellt, die dem Parteiverantwortlichen für religiöse und traditionelle Angelegenheiten des African National Congress (ANC) gehört. Aufgrund seiner Krankheit war er dort nach Auskunft eines der Firmenbesitzer seit Jahren nicht mehr als Dolmetscher beschäftigt, sondern nur noch als Verwaltungsangestellter und Vermittler.
Über Jahre hinweg wurde er jedoch bei Veranstaltungen sowohl der südafrikanischen Regierung als auch Regierungspartei ANC als Dolmetscher für Gebärdensprache eingesetzt, darunter bei Großveranstaltungen unter Beteiligung des Staatspräsidenten Jacob Zuma, wie der Trauerfeier für die Freiheitskämpferin Albertina Sisulu im Juni 2011, der 100-Jahr-Feier des ANC im Januar 2012 und dem Wahlparteitag im Dezember 2012. Ob Jantjie selbst ANC-Mitglied ist, ist nicht bekannt. Es wurden jedoch Fotos veröffentlicht, auf denen er ein mit dem ANC-Logo besticktes Hemd trägt, das seine Parteimitgliedschaft nahelegt.
Jantjie ist verheiratet, Vater von vier Kindern, und lebt in gehobenem Lebensstandard im Johannesburger Vorort Soweto.

### Berichte über kriminelle Vergangenheit
Im Zuge der Medienrecherchen nach seinem Auftritt bei der Mandela-Gedenkfeier wurde bekannt, dass Jantjie zwischen 1993 und 2006 einer Reihe schwerer Verbrechen beschuldigt wurde, unter anderem wegen Mordes. Die südafrikanische Generalstaatsanwaltschaft sah sich auf Anfragen zunächst außer Stande, die Berichte über die zurückliegenden Gerichtsverfahren zu bestätigen oder zu dementieren. Jantjie bestätigte schließlich in einem Interview, dass er wegen der 2003 in Form einer Lynchjustiz verübten Verbrennung von zwei Personen durch sogenanntes Necklacing, bei der er anwesend gewesen sei, gemeinsam mit weiteren Tatverdächtigen wegen gemeinschaftlichen Mordes, versuchten Mordes und Entführung angeklagt war. Die Anklage sei jedoch fallen gelassen worden, da er wegen seines psychischen Gesundheitszustands nicht verhandlungsfähig gewesen sei. Nach Medienberichten hat er sich in der Vergangenheit bereits als Lehrer, Arzt, Medizinmann und Rechtsanwalt ausgegeben. Außerdem soll er unter Vorlage gefälschter Zeugnisse vergeblich die Aufnahme auf eine Mittelschule versucht haben.

## Auftritt bei Mandela-Gedenkfeier
Am 10. Dezember 2013 nahm Jantjie als offizieller Gebärdensprachdolmetscher an der von der Regierung Südafrikas veranstalteten Trauerfeier für den fünf Tage zuvor verstorbenen Nelson Mandela teil. Die Feier fand im Soccer City von Johannesburg statt, dem größten Stadion Afrikas, und wurde zeitgleich weltweit von vielen Millionen Fernsehzuschauern verfolgt. Jantjie war von den Organisatoren angestellt worden, die über einen Zeitraum von rund vier Stunden gehaltenen Ansprachen der verschiedenen Redner in die südafrikanische Gebärdensprache (SASL) zu übersetzen. Zu diesem Zweck stand er während der Reden unmittelbar neben dem Rednerpult auf der Bühne, so dass er auf den mit Fernsehkameras eingefangenen Bildern sowohl über elektronische Leinwände für die anwesenden Zuschauer im Stadion als auch für das Fernsehpublikum gut sichtbar war. Jantjie führte während seiner vermeintlichen Dolmetschertätigkeit ständig Hand- und Armbewegungen aus, die für gebärdensprachunkundige Betrachter wie Gebärdensprache aussahen, tatsächlich jedoch keinerlei Sinn ergaben. Ohne auffällige Vorkommnisse verbrachte er so die gesamte Dauer im Zentrum der Veranstaltung.
In Südafrika werden bei öffentlichen Veranstaltungen häufiger Gebärdensprachdolmetscher eingesetzt als in vielen anderen Ländern, bei vielen staatlichen Veranstaltungen ist ihre Anwesenheit verpflichtend.

## Proteste
Bereits während der Veranstaltung meldeten sich der Gebärdensprache kundige Fernsehzuschauer öffentlich zu Wort, um auf die unverständlichen Gebärden Jantjies aufmerksam zu machen. Zu ihnen gehörten der Vorsitzende des südafrikanischen Gehörlosenverbands „DeafSA“ und die erste gehörlose Abgeordnete des südafrikanischen Parlaments, Wilma Newhoudt-Druchen (ANC). Auch außerhalb Südafrikas gab es aus Anlass der Übertragung der Mandela-Gedenkfeier Beschwerden über Jantjies für Gehörlose offensichtliche Unfähigkeit. Über Meldungen in sozialen Netzwerken im Internet verbreitete sich die Nachricht, bis der Fall am folgenden Tag von den internationalen Nachrichtenagenturen aufgegriffen und weltweit diskutiert wurde.
Noch während der laufenden Veranstaltung teilte ein weiterer prominenter gehörloser Südafrikaner mit, dass Jantjie bereits früher bei mindestens einer offiziellen Veranstaltung der Regierungspartei ANC als Gebärdensprachdolmetscher aufgetreten war.  Wie der DeafSA-Vorsitzende erklärte, hatte der Verband einen offiziellen Protest an den ANC geschickt, nachdem Jantjie bei einem Wahlparteitag des ANC im Dezember 2012 als unfähiger Gebärdensprachdolmetscher aufgefallen war. Die Regierungspartei habe jedoch nicht auf das Schreiben geantwortet. Der Geschäftsführer des Behindertenverbands Disabled People South Africa (DPSA) wies ebenfalls darauf hin, dass Jantjie bereits zuvor als unfähiger Dolmetscher bei im landesweiten Fernsehen übertragenen Veranstaltungen des ANC aufgefallen sei. Nach DeafSA protestierte auch der mit DeafSA konkurrierende südafrikanische Gehörlosenverband South African National Deaf Association (SANDA) in einer gemeinsam mit DPSA veröffentlichten Erklärung gegen Jantjies Auftritt bei der Gedenkfeier und bezeichneten ihn als „Scharlatan“, der die Gedenkveranstaltung beschädigt und dem Beruf des Gebärdensprachdolmetschers einen schlechten Dienst erwiesen habe. Auch das Nationale Gehörloseninstitut Südafrikas (NID) protestierte mit einer eigenen Erklärung. Den Protesten der südafrikanischen Gehörlosen schlossen sich auch ausländische und multinationale Organisationen an. Jantjies Einsatz wurde als „gröbste Beleidigung“ der Gehörlosen bezeichnet, der jedoch hoffentlich auf das wiederholte Problem aufmerksam mache, dass Gehörlose von korrupten Betrügern ausgenutzt würden, die als falsche Dolmetscher auf leicht verdientes Geld aus seien.
Auch prominente Gebärdensprachdolmetscher protestierten gegen Jantjies Einsatz, den sie als Beschädigung des Berufsstandes und als „Verbrechen“ bzw. „Ungerechtigkeit“ gegenüber den Gehörlosen Südafrikas verurteilten. Der Vorsitzende des südafrikanischen Übersetzerinstituts SATI bestätigte, dass es in der Vergangenheit an den ANC gerichtete Beschwerden wegen Jantjie gegeben habe, auf die keine Antwort erfolgt sei. Die Vorsitzende der Förderorganisation für Südafrikanische Gebärdensprache Sign Language Education and Development (SLED) sagte, Jantjie sei ein „völliger Betrüger“, nicht ein einziges seiner Zeichen habe mit Gebärdensprache zu tun gehabt.

## Reaktionen der Regierung und des ANC

### Vizeministerin Bogopane-Zulu
Die für die Belange von Menschen mit Behinderung zuständige Vizeministerin, Hendrietta Bogopane-Zulu, nahm Jantjie am 12. Dezember in einem ersten Interview mit der Feststellung in Schutz, niemand habe das Recht, ihn einen falschen Gebärdensprachdolmetscher zu nennen. Es gebe keine weltweit einheitliche Gebärdensprache. Sie habe nach der Veranstaltung mit Jantjie gesprochen. Sie gab an, Jantjie habe eine Gehörlosenschule besucht und die Gebärdensprache von Gehörlosen gelernt. Sie fügte hinzu: „Er gehört einer Organisation namens South African Translaters an, die zwei Damen gehört.“ Die Firma habe auf die Ausschreibung der Regierung das preisgünstigste Angebot für einen Gebärdensprachdolmetscher gemacht. Der Tagessatz von 1000 Rand habe sogar unterhalb des für Gebärdensprachdolmetscher üblichen Stundensatzes gelegen, die Firma sei somit offenbar aus Rücksicht auf Ausschreibungsvorschriften aus Sparsamkeitserwägungen mit dem Auftrag bedacht worden. Jantjie sei nicht der Hauptdolmetscher der Veranstaltung gewesen, sondern allein für die Gehörlosen im Stadion vorgesehen gewesen, während zwei weitere Dolmetscher für die Fernsehübertragung des Südafrikanischen Rundfunks SABC beschäftigt worden seien.
In einem weiteren Hörfunkinterview brachte sie zu seiner Verteidigung außerdem vor, DeafSA sei „nicht die Hüterin der südafrikanischen Gebärdensprache“, sondern eine umstrittene, weil historisch allein auf weiße Gehörlose konzentrierte Organisation, weswegen sich mit SANDA ein zweiter Gehörlosenverband gegründet habe, der sich vor allem auf die ländliche schwarze Bevölkerung stütze. Sie wies auf sprachpolitische Gründe hin, die gegen die Verbindlichkeit der standardisierten Südafrikanischen Gebärdensprache (SASL) sprächen und sprach von „Hunderten von Dialekten“ in der Gebärdensprache des Landes. Gehörlose lernten jeweils eine andere Gebärdensprache, abhängig von der von ihnen besuchten Schule. Sie gab an, lediglich „einige“ Gehörlose hätten Jantjie nicht verstanden. Offenbar sei sein Englischniveau nicht ausreichend gewesen, Englisch habe aber keinen Vorrang gegenüber anderen südafrikanischen Sprachen. Im Übrigen sei ihr Ministerium nicht für die Auswahl des Dolmetschers verantwortlich gewesen. In einem weiteren Interview relativierte sie den für die Gehörlosen Südafrikas durch Jantjie entstandenen Schaden mit einem Hinweis darauf, dass ein großer Teil der ländlichen schwarzen Bevölkerung aufgrund mangelnden Schulbesuchs ohnehin keine Gebärdensprache verstehe. Eine aus Anlass der Kontroverse um Jantjie von Bogopane-Zulus Ministerium veröffentlichte Stellungnahme wies ebenfalls auf die Vielzahl an existierenden Gebärdensprachdialekten und auf offene Fragen bezüglich der Verbindlichkeit der Südafrikanischen Gebärdensprache SASL als Kern eines größeren Problems hin, das bei der aktuell ausgelösten Diskussion zu berücksichtigen sei.
In einer Pressekonferenz erklärte sie ebenfalls am 12. Dezember, die Firma SA Interpreters, über die Jantjie für die Gedenkfeier gebucht worden war, habe offenbar schon seit vielen Jahren unterdurchschnittliche Dienstleistungen erbracht, dies sei aber bis zu jenem Tag nicht aufgefallen. Die Regierung habe versucht, die Firmenverantwortlichen zur Rede zu stellen, diese hätten sich jedoch „in Luft aufgelöst“. Über Jantjie behauptete das Regierungsmitglied, er habe eine Schule für Gehörlose besucht und könne sich durchaus mit Anderen auf Gebärdensprache unterhalten, auch wenn er kein professioneller Gebärdensprachdolmetscher sei. Er sei bei der Gedenkfeier offenbar überfordert gewesen. Er habe gut angefangen, sei dann in der Mitte müde geworden und habe die Konzentration verloren. Das bedeute nicht, dass er ein schlechter Gebärdensprachdolmetscher sei. Sie wollte kein peinliches Fehlverhalten ihrer Regierung anerkennen, sondern sprach von einem Fehler, der bei dem Versuch des Landes unterlaufen sei, das Richtige zu tun. Im Gegensatz zu einigen der Länder, aus denen jetzt Proteste kämen, sei in Südafrika gebärdensprachliche Übersetzung Standard. Eine Untersuchung zu den Einzelheiten der Buchung Jantjies für die Veranstaltung sei jedoch bereits eingeleitet und über deren Ergebnisse werde die Regierung nach deren Abschluss informieren.
Bogopane-Zulus Auslassungen stießen unter Gehörlosen und Gebärdensprachexperten auf heftigen Protest. Newhoudt-Druchen warf ihr vor, „die Sache noch schlimmer gemacht“ zu haben. Sie hätte vor ihren Äußerungen Gehörlose um Rat fragen sollen. Die Äußerungen der Vizeministerin seien „verletzend, schädlich und uninformiert“ gewesen. Der bei SABC beschäftigte Gebärdensprachdolmetscher Pholoho Selebano kommentierte, die Vizeministerin habe ein sehr schlechtes Bild des Dolmetscherberufs gezeichnet, „um ihre eigene Haut zu retten“, und kündigte einen offenen Brief an sie an. Sie sage nicht die Wahrheit und müsse „aufhören, den Gebärdensprachdolmetscher-Beruf zu beleidigen“.

### Weitere Reaktionen
Am 13. Dezember bat Kulturminister Paul Mashatile die Gehörlosen und alle Südafrikaner im Namen der Regierung um Verzeihung. Er kündigte für Anfang des Jahres eine Gesetzesreform zur Regulierung des Dolmetscherberufs an, die eine Wiederholung eines solchen Fehlers vermeiden helfen solle.
Die Regierungspartei ANC erklärte sich bereits unmittelbar zu Beginn der Kontroverse für nicht zuständig, da es sich bei der Mandela-Gedenkfeier um eine staatliche Veranstaltung gehandelt habe, deren Organisation einschließlich der Anwerbung des Dolmetschers allein in der Verantwortung der Regierung gelegen habe und nicht des ANC. Die Partei bestätigte, Jantjie in der Vergangenheit wiederholt als Gebärdensprachdolmetscher eingesetzt zu haben, der ANC sei sich jedoch entgegen der Berichte bisher keinerlei Kritik an seinen Übersetzerleistungen bewusst gewesen und habe außerdem keinerlei Kenntnis von seinem Gesundheitszustand gehabt. In Stellungnahmen betonten nacheinander zwei Parteisprecher des ANC, Jantjie habe dem ANC seine Dolmetscherdienste als Freiwilliger angeboten und sei für seine Einsätze nicht bezahlt worden. Eine Zeitung berichtete jedoch, dass ihr eine Rechnung der Firma SA Interpreters an den ANC vom Juni 2012 vorliege. Die von Bogopane-Zulu angeführte Firma SA Interpreters war bei Medienrecherchen weder in irgendeinem Firmenregister noch an der von Jantjie angegebenen Adresse zu lokalisieren. Nach Medienberichten, dass einer der Beteiligten der Scheinfirma ein hoher Parteifunktionär des ANC sei, kündigte die Partei an, die interne Untersuchung der Regierung der Umstände von Jantjies Beschäftigung unterstützen zu wollen. Außerdem wolle sie den Medienberichten nachgehen und gegen eventuelle Fehlanschuldigungen gegen im Dienste des ANC stehende Personen entschieden vorgehen.

## Äußerungen Jantjies
Nachdem Journalisten seine Identität aufdeckten, gab Jantjie in den folgenden Tagen mehrere Interviews, in denen er sich mit unterschiedlichen, teilweise bizarren Erklärungen gegen die heftige Kritik an seiner Leistung als Gebärdensprachdolmetscher verteidigte. So erklärte er, er leide seit mehreren Jahren an Schizophrenie, weswegen er auch Medikamente nehmen müsse, und habe einen plötzlichen Anfall erlitten, während er auf der Bühne des Stadions stand. Dabei habe er die Konzentration verloren, ihm seien Engel erschienen, die ins Stadion und auf die Bühne gekommen seien, und er habe Stimmen gehört. Er habe versucht, nicht in Panik zu geraten, da er von bewaffneten Sicherheitsleuten umgeben gewesen sei. Auch aufgrund der historischen Bedeutung der Veranstaltung habe er es nicht gewagt, die Bühne zu verlassen. Die Situation sei für ihn sehr gefährlich gewesen. Bei früheren Schizophrenie-Attacken sei er schon oft gewalttätig geworden. Falls DeafSA der Meinung sei, er habe fehlerhaft gedolmetscht, dann bitte er um Vergebung. Er sei jedoch ein „Meister der Gebärdensprache“ und es sei völlig unverständlich, dass jetzt auf einmal seine Kompetenz angezweifelt werde, nachdem er bereits auf zahlreichen hochkarätigen Veranstaltungen mit prominenten Rednern wie Staatspräsident Zuma in die Gebärdensprache gedolmetscht habe, wogegen es niemals Beschwerden gegeben habe. In mehreren Interviews betonte er, qualifizierter Gebärdensprachdolmetscher zu sein, wich aber spezifischen Fragen nach Art seiner Qualifikation oder der von ihm besuchten Ausbildungseinrichtung aus und verwies auf seinen angeblichen Arbeitgeber, SA Interpreters, der seinen Lebenslauf einschließlich aller Qualifikationen vorlegen könne. In einem Interview behauptete er, er sei einer der besten Gebärdensprachdolmetscher Südafrikas und habe ein zweijähriges Vollzeitstudium an einer Universität in Großbritannien mit dem Namen „University of Tecturers“ abgeschlossen – die sich auf Nachforschungen seiner Gesprächspartner als nicht existierend erwies. Seine Zeugnisse und Dokumente befänden sich in einem Aktenkoffer in einem Auto, seit ihn das Präsidialamt um weitere Details gebeten habe. In einem anderen Interview behauptete er, eine einjährige Gebärdensprachausbildung an einer Schule namens „Komani“ in der Provinz Ostkap absolviert zu haben – für deren Existenz sich ebenso keinerlei Anzeichen finden ließen.

## Mediale Verarbeitung
Jantjies Auftritt wurde weltweit kommentiert und gab insbesondere Anlass zu zahlreichen satirischen Verarbeitungen in den Medien. Die auf die Veranstaltung folgende Ausgabe der erfolgreichsten Comedy-Show des US-amerikanischen Fernsehens, Saturday Night Live, enthielt einen Sketch, in dem Jantjies Gesten zu Obamas Rede parodiert wurden. Bei Jimmy Kimmel Live!, einer weiteren US-amerikanischen Unterhaltungsshow, trat ein echter Gebärdensprachdolmetscher auf und versuchte, Jantjies unzusammenhängende Gesten ins Englische zu übersetzen. Bei der Verleihung der British Comedy Awards im britischen Fernsehen brachte der Komiker Paul Whitehouse zu seiner Dankesrede in Anlehnung an Jantjie einen schwarzen „Gebärdensprachdolmetscher“ auf die Bühne, der beliebige Gesten ausführte – was von Gehörlosen als Geschmacklosigkeit kritisiert wurde. Die Verantwortlichen der US-Frühstücksfernsehsendung The Today Show entschuldigten sich bei ihren Zuschauern, nachdem dort für einige Sekunden ebenfalls ein wild gestikulierender „Gebärdensprachdolmetscher“ eingeblendet worden war. Der italienische Komiker und Politiker Beppe Grillo erklärte Jantjie in seinem Blog zum Mann des Jahres 2013. Der südafrikanische Komiker Trevor Noah machte sich in "Jokes About Deaf People" über ihn lustig.